# Stibadium psamathochromum
Stibadium psamathochromum là một loài bướm đêm trong họ Noctuidae.